# Роттердам
Роттерда́м (нід. Rotterdam, МФА: [ˌrɔtərˈdɑm]) — друге найбільше місто у Нідерландах після Амстердама, у якому розташований найбільший порт у Європі. За даними перепису 2018 року, населення міста становить 641 356 жителів. Місто розташоване у провінції Південна Голландія. Муніципалітет (частина провінції) займає площу 304,22 км². Сучасний Роттердам відомий своїми хмарочосами — вони численні, але не виділяються особливою висотою.

## Історія
Вперше згадується у джерелах у 1282 році. У 1299 році отримав міські привілеї. У середні віки Роттердам — центр вилову оселедця. З 80—90-х років XIX століття (після відкриття у 1882 році так званого Нового водного шляху, який з'єднав Роттердам з Північним морем) — один із найбільших портів світу. Роттердам — центр робітничого і демократичного руху Нідерландів (виступ на підтримку Радянської Росії у 1918 році, барикадні бої влітку 1934 року та інші).

## Населення

### Демографія
- 1796: 53,200 мешканців
- 1830: 72,300
- 1849: 90,100
- 1879: 148,100
- 1899: 318,500
- 1925: 547,900
- 1965: 731,000
- 1984: 555,000
- 2005: 596,407
- 2006: 588,576

### Етнічні особливості

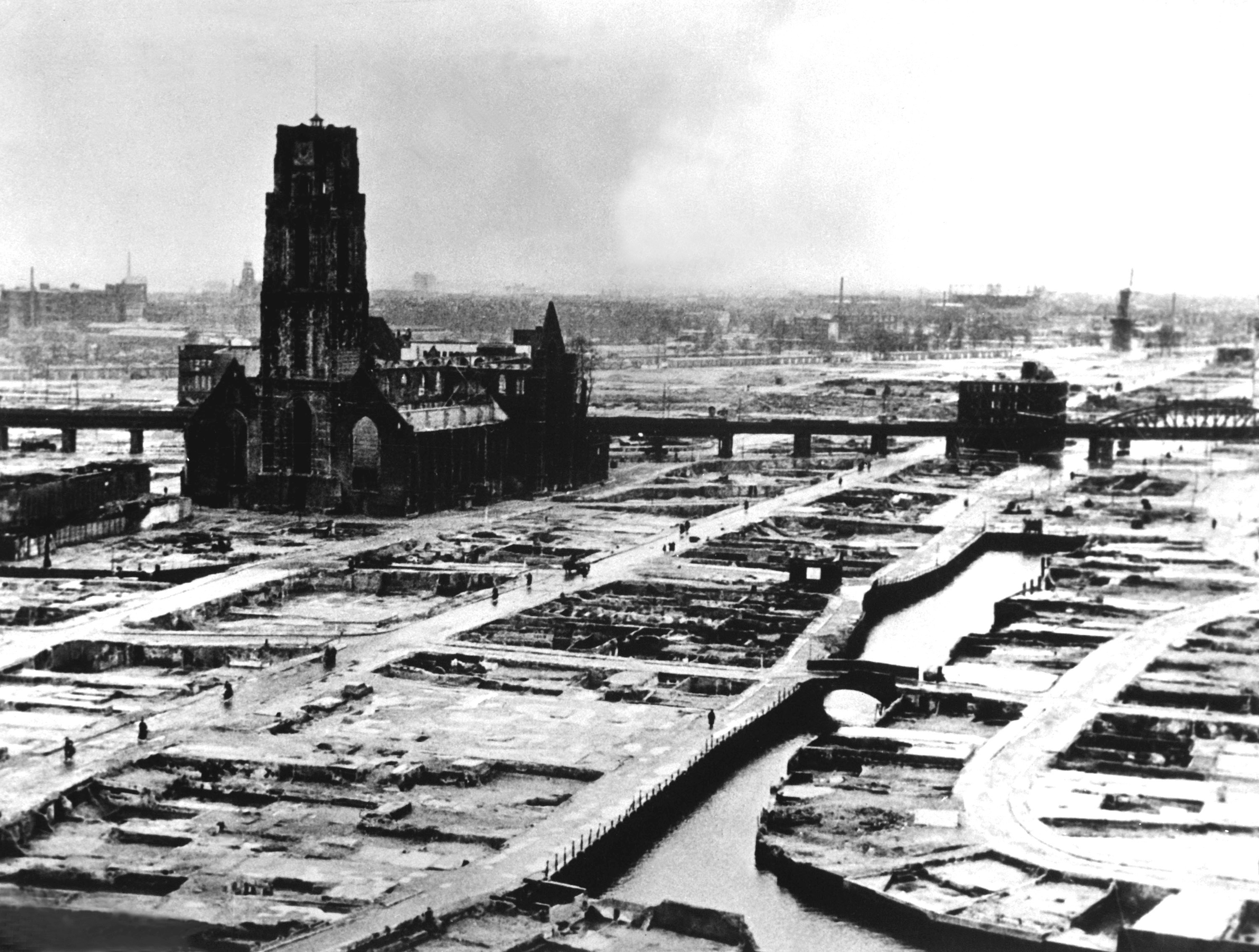
Центр Роттердама після німецьких бомбардувань, 1940

Інформація з перепису 2004:
- Нідерландці: 318,672
- Сурінамці: 52,377
- Турки: 43,550
- Марокканці: 34,281
- Антілійці / Аруби: 20,390
- Північні Африканці: 18,127
- Кабовердіанці: 14,919
- Інші: 97,543

## Уряд
Станом на 2018 рік уряд міста Роттердам складається з мера Ахмеда Абуталеба (нід. Ahmed Aboutaleb) та десяти віцемерів:
| П. І.Б          | Оригінал              | Партія                                  | Джерело |
| --------------- | --------------------- | --------------------------------------- | ------- |
| Джудіт Бокгове  | нід. Judith Bokhove   | Зелені ліві                             | [ 4 ]   |
| Арно Бонте      | нід. Arno Bonte       | Зелені ліві                             | [ 5 ]   |
| Міхіль Граусс   | нід. Michiel Grauss   | Християнський союз—Реформістська партія | [ 6 ]   |
| Саїд Касмі      | нід. Said Kasmi       | Демократи 66                            | [ 7 ]   |
| Барбара Катманн | нід. Barbara Kathmann | Партія праці                            | [ 8 ]   |
| Бас Курверс     | нід. Bas Kurvers      | Народна партія за свободу і демократію  | [ 9 ]   |
| Річард Моті     | нід. Richard Moti     | Партія праці                            | [ 10 ]  |
| Свен де Ланген  | нід. Sven de Langen   | Християнсько-демократичний заклик       | [ 11 ]  |
| Адріан Віссер   | нід. Adriaan Visser   | Демократи 66                            | [ 12 ]  |
| Берт Вейбенга   | нід. Bert Wijbenga    | Народна партія за свободу і демократію  | [ 13 ]  |

## Економіка
З 1965 року Роттердам став найбільшим світовим портом. Завдяки вигідному положенню на перехресті торгових шляхів Європи Нідерланди є важливим ринком збуту промислових товарів з багатьох західноєвропейських країн.

### Водні ресурси
При перевезенні вантажів у Нідерландах використовується складна система штучно створених водних шляхів трьох основних категорій: двох величезних портів Роттердама та Амстердама; каналів, що зв'язують ці порти з Північним морем, і каналів, що з'єднують різні райони країни. Приблизно 6 тисяч нідерландських річкових судів (цей показник найвищий у світі) перевозять не менше 2/3 всього водного фрахту країн ЄС.
Щоб поліпшити підходи з Північного моря до двох найбільших портів — Амстердама й Роттердама — ще в кінці XIX століття побудовано два канали. Нордзе-канал забезпечує найкоротший вихід з Амстердама до Північного моря. Широкий та глибокий канал Ніве-Ватервег завдовжки 27 км з'єднує Роттердам з морем, прориваючи дюнний пояс у Гук-ван-Голланда.
Гігантський порт Роттердама складається з одного невеликого затону на північному березі каналу Ніве-Ватервег і трьох великих — на південному. Європорт, найзахідніша й найсучасніша частина порту, знаходиться на осушеній ділянці дна Північного моря. Він був створений для забезпечення доступу найбільших океанських суден, включаючи гігантські танкери. У Роттердамі щорічно розвантажується близько 200 млн тонн вантажів. Він обслуговує близько третини всього морського фрахту країн ЄС і є найбільшим у світі портом з обслуговування контейнерів. За загальною площею і довжиною причалів порт Роттердама займає перше місце у світі.

### Промисловість
Роттердам та його околиці — високорозвинений індустріальний район, промисловість якого базується головним чином на привізній сировині. Роттердам — один з провідних у Європі центрів нафтопереробної та нафтохімічної промисловості (виробляються пластмаси, азотні добрива і таке інше); потужність нафтопереробних заводів (що належать «Royal Dutch Shell», «British Petroleum», «Ессо», «Шеврон» і «Галф»), близько 90 млн т (1974), основні заводи розміщуються у районах Ботлек і Перніс.
Від Роттердама на Захід до Східама і Влардінгена і на південному сході до Дордрехта тягнеться ланцюг машинобудівних підприємств — суднобудівних верфей, підприємств, що випускають портове обладнання, електротехнічні та металообробні заводи. У Роттердамі широко представлені також харчосмакова і легка промисловість (виробництво кормів, маргарину, переробка чаю, какао, кави; текстильне і швейне виробництво).

### Зовнішня торгівля і транспорт
Велике значення для міжнародної торгівлі має найбільший у Європі та 5-й у світі порт Роттердама, який на початку 1990-х років за вантажообігом удвічі перевершував порт Нью-Йорку. Щорічно у Роттердамі обробляється близько 470 млн тонн вантажів, або 90 % всіх вантажів, що надходять до Нідерландів морським шляхом. Завдяки налагодженій системі вантажоперевезень по річках, каналах, трубопроводах, залізницях і автомобільних дорогах Нідерланди перетворилися на головний центр морських сполучень для інших європейських країн. Подібний реекспорт зазвичай направлений до Німеччини, а також до Франції та Швейцарії. Нідерланди забезпечують також вихід до моря для деяких видів продукції важкої індустрії Німеччини. Проте основну частину вантажообігу Роттердама становить сировина, особливо неочищена нафта, руда та хімічні продукти.
У місті діє метрополітен, відкритий у 1968 році. Він складається із двох ліній, Еразмус та Каланд.

## Суспільство

### Міжнародні організації
З листопада 1955 року у Роттердамі розташовується штаб-квартира Всесвітньої асоціації есперанто. Штаб-квартира повністю займає двоповерховий будинок на вулиці Nieuwe Binnenweg, побудований в 1887. На честь 100-річчя Всесвітньої асоціації есперанто влітку 2008 в Роттердамі за підтримки міської влади проводився Всесвітній конгрес есперантистів. На логотипі заходу як новий символ Роттердама був схематично зображено Міст Еразма.

## Культура

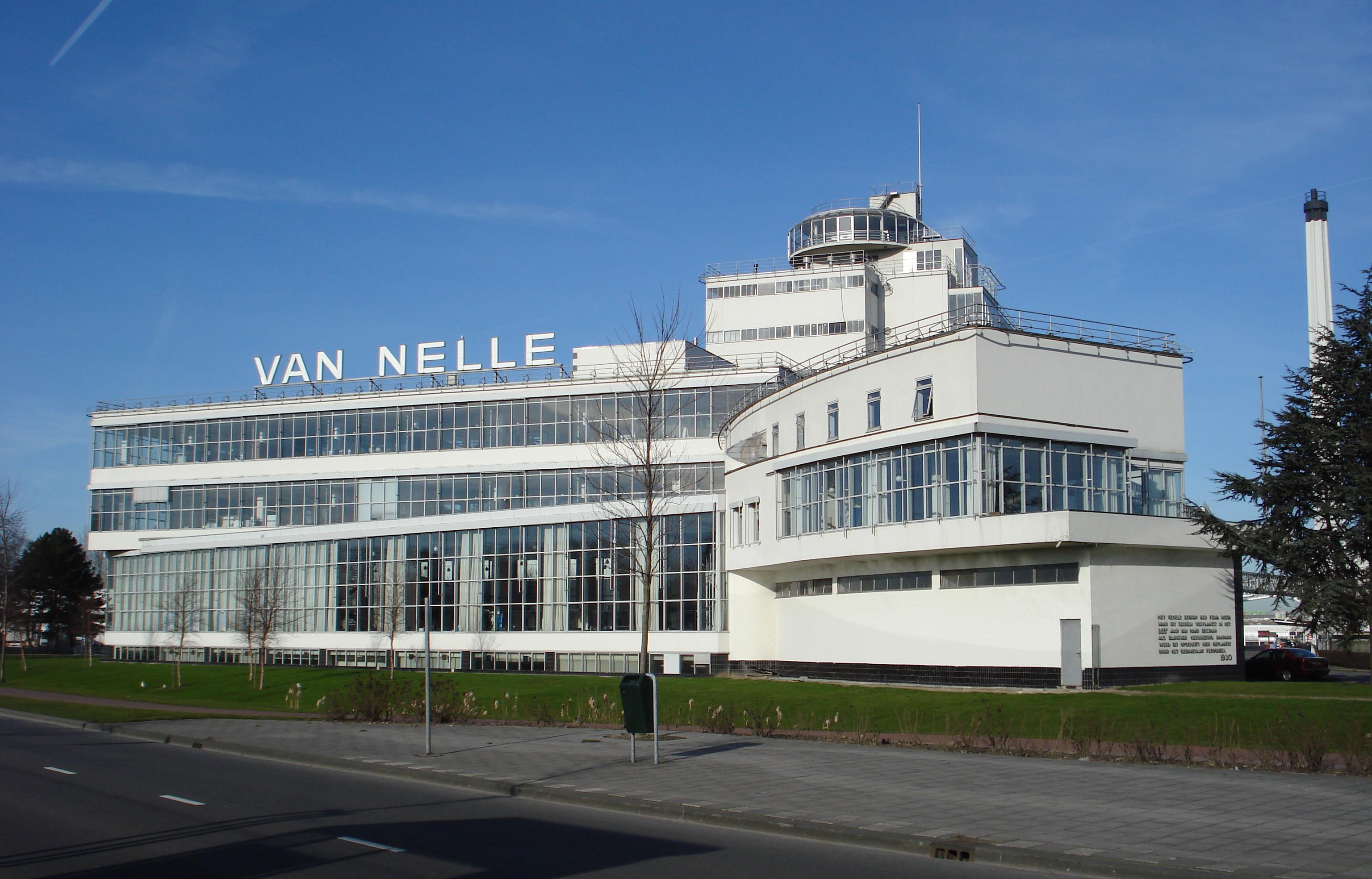
Фабрика «Ван Нелле», архітектор Лендерт ван дер Влюгт, 1927—30

З доісторичних об'єктів — комплекс-святилище віком 4500 років, який дуже схожий на «Стоунгендж» та має різноманітні елементи, які мають досить чітку орієнтацію щодо Сонця, планет і зірок.
Серед середньовічних будівель — готична церква Св. Лаврентія (п'ятинефна псевдобазиліка; XV—XVII століття), Будинок носіїв (1653), «Схіландсгейс» (нині Історичний музей міста Роттердама; 1662—65), млини XVII—XVIII століття та інші. Після прокладення каналу Новий водний шлях (1872), що з'єднав Роттердам з Північним морем, побудовані гавані та набережні, мости через р. Ньїве-Маас, розбитий парк на правому березі річки.
З 1922 року Роттердам — один з центрів розвитку архітектури голландського раціоналізму (фабрика «Ван Нелле», 1927—30, архітектор Лендерт ван дер Влюгт; робочі житлові райони (Кіфгок, 1925—29, архітектор Якобус Ауд; та інші). Під час Другої світової війни сильно зруйнований (особливо бомбардуванням німецько-фашистської авіації 14 травня 1940 року).
За планом реконструкції (1946, архітектор Корнеліс ван Тра; доопрацьований у 1955—1960 роках) зруйнований центр забудовується переважно будинками підвищеної поверховості; Будинок оптової торгівлі (1948—1952), Торговий центр «Лейнбан» (1949—1953), театр, Центральний вокзал та інші, нові приміські райони, міста-супутники (Гогвліт, Ботлек та інші).
Серед сучасних споруд — торговельний центр «Лейнбан». Численні монументи та твори монументально-декоративної скульптури (Марі Андріссен, Маріно Маріні, Генрі Мур, Осип Цадкін). Серед музеїв виділяються Світовий музей Роттердама, Музей Бойманс ван Бенінгена, Кюнстгал, Музей Габота, Музей ентомології, Історичний музей, Морський музей.
За 15 км на схід від Роттердама є цікаве для туристів село Кіндердайк (нід. Kinderdijk), у якому збереглося багато вітряків.
Найбільші бібліотеки: Муніципальна бібліотека, бібліотека Університету ім. Еразма.

## Спорт
В місті базується славнозвісний професійний футбольний клуб «Феєнорд». Домашні матчі проводить на стадіоні «Феєнорд», також відомий як «Де Кейп», що здатний вмістити 47 500 глядачів. Ще один відомий футбольний клуб «Спарта», рідна арена якого — 
«Гет Кастел », місткістю 11 000 глядачів.

## Відомі люди
- Євген Коновалець — засновник і лідер Української Військової Організації та Організації Українських Націоналістів. Загинув у місті Роттердам 23 травня 1938, похований на місцевому цвинтарі Кросвейк.
- Лотте Стам-Бейсе — німецька архітекторка і міська планувальниця, яка працювала над реконструкцією Роттердаму після Другої світової війни.